# العلاقات الأمريكية الطاجيكية
العلاقات الأمريكية الطاجيكستانية هي العلاقات الثنائية التي تجمع بين الولايات المتحدة وطاجيكستان.

## مقارنة بين البلدين
هذه مقارنة عامة ومرجعية للدولتين:
| وجه المقارنة                                              | الولايات المتحدة                                                                                                  | طاجيكستان                          |
| --------------------------------------------------------- | --- | ---------------------------------- |
| المساحة (كم2)                                             | 9.83 مليون | 143.10 ألف                         |
| عدد السكان (نسمة)                                         | 311.58 مليون | 8.92 مليون                         |
| الكثافة السكانية (ن./كم²)                                 | 31.7 | 62.33                              |
| العاصمة                                                   | واشنطن العاصمة | دوشنبه                             |
| اللغة الرسمية                                             | لغة إنجليزية | اللغة الطاجيكية                    |
| العملة                                                    | دولار أمريكي | ساماني طاجيكي، الروبل الطاجيكستاني |
| الناتج المحلي الإجمالي (بليون دولار)                      | 19.39 تريليون | 7.15 مليار                         |
| الناتج المحلي الإجمالي (تعادل القوة الشرائية) بليون دولار | 18.04 تريليون | 24.03 مليار                        |
| الناتج المحلي الإجمالي الاسمي للفرد دولار أمريكي          | 56.12 ألف | 925                                |
| الناتج المحلي الإجمالي للفرد دولار أمريكي                 | 54.63 ألف | 2.69 ألف                           |
| مؤشر التنمية البشرية                                      | 0.920 | 0.624                              |
| رمز المكالمات الدولي                                      | +1 | +992                               |
| رمز الإنترنت                                              | .us، حكومة، .mil، Edu.                                                                                            | .tj                                |
| المنطقة الزمنية                                           | توقيت ساموا الأمريكية، توقيت أطلنطي موحد، منطقة زمنية وسطى، توقيت ألاسكا ‏، المنطقة الزمنية الجبلية، توقيت تشامرو ‏ | ت ع م+05:00                        |

## مدن متوأمة
في ما يلي قائمة باتفاقيات التوأمة بين مدن أمريكية وطاجيكستانية:
- ترتبط بولدر مع دوشنبه باتفاقية توأمة منذ 2018.[17]

## منظمات دولية مشتركة
يشترك البلدان في عضوية مجموعة من المنظمات الدولية، منها:
| علم المنظمة | اسم المنظمة                        | تاريخ انضمام الولايات المتحدة | تاريخ انضمام طاجيكستان |
| ----------- | ---------------------------------- | ----------------------------- | ---------------------- |
|             | الفريق المعني برصد الأرض           | ?                             | ?                      |
|             | منظمة حظر الأسلحة الكيميائية       | ?                             | ?                      |
|             | بنك التنمية الآسيوي                | 1966                          | 1998                   |
|             | الاتحاد الدولي للاتصالات           | 1 يوليو 1908                  | 28 أبريل 1994          |
|             | منظمة الشرطة الجنائية الدولية      | ?                             | ?                      |
|             | وكالة ضمان الاستثمار متعدد الأطراف | 12 أبريل 1988                 | 9 ديسمبر 2002          |
|             | منظمة الأمن والتعاون في أوروبا     | 25 يونيو 1973                 | 30 يناير 1992          |
|             | يونسكو                             | 4 نوفمبر 1946                 | 6 أبريل 1993           |
|             | مؤسسة التنمية الدولية              | 24 سبتمبر 1960                | 4 يونيو 1993           |
|             | الأمم المتحدة                      | 24 أكتوبر 1945                | 2 مارس 1992            |
|             | الاتحاد البريدي العالمي            | ?                             | ?                      |
|             | البنك الدولي للإنشاء والتعمير      | 27 ديسمبر 1945                | 4 يونيو 1993           |
|             | مؤسسة التمويل الدولية              | 20 يوليو 1956                 | 2 ديسمبر 1994          |

## وصلات خارجية
- موقع وزارة الخارجية الأمريكية